# Eriopyga curvirena
Eriopyga curvirena là một loài bướm đêm trong họ Noctuidae.